# CFG Bank Arena

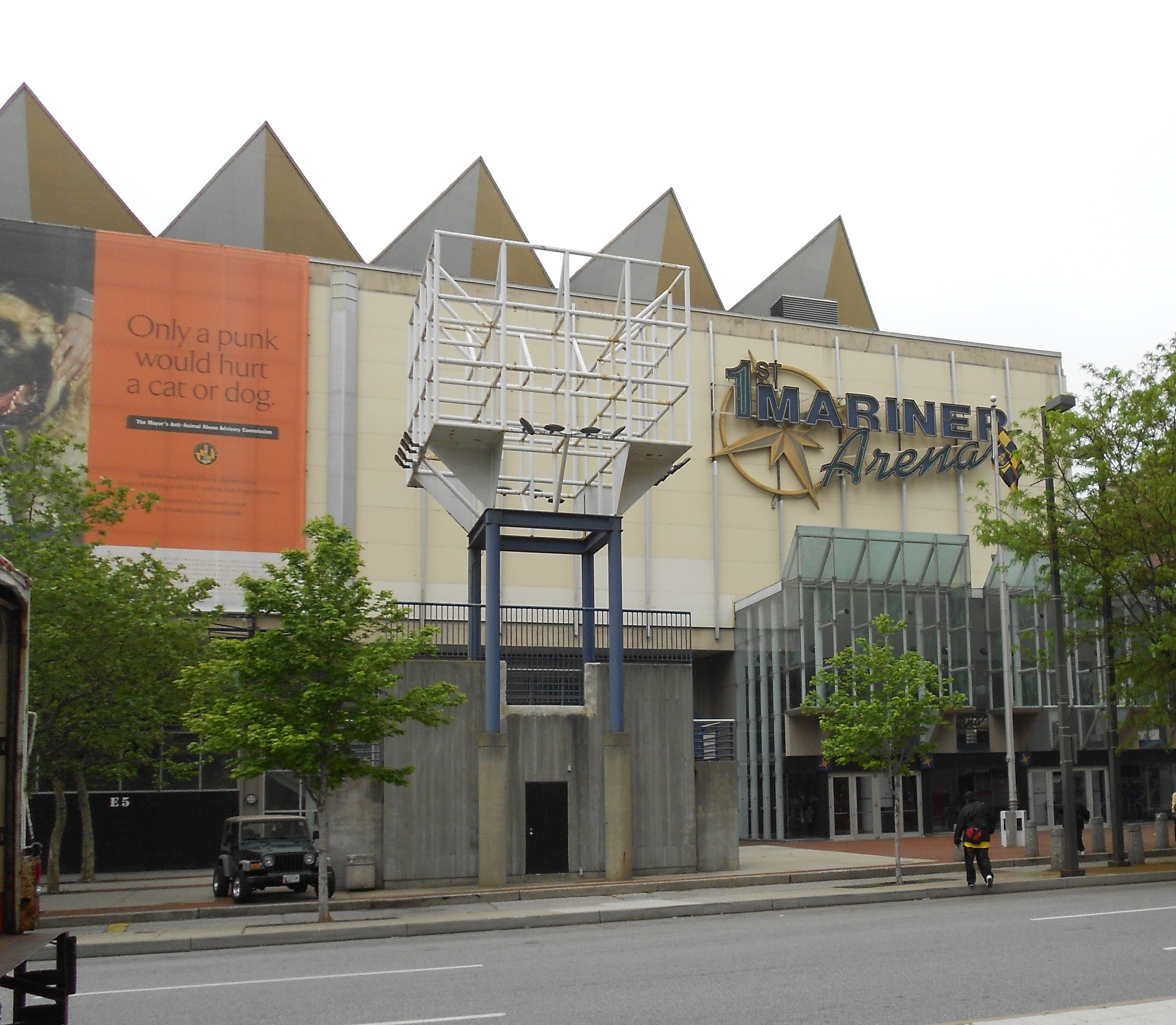
Entonces 1st Mariner Arena.

El CFG Bank Arena (anteriormente Royal Farms Arena, Baltimore Arena, Baltimore Civic Center, y 1st Mariner Arena) es un coliseo ubicado en Baltimore, Maryland. En 2003 fue renombrado a 1st Mariner Bank, donde Mariner Bank compró los derechos del nombre por 10 años. Se reportó que primero Mariner Bank tendrá que pagar a la ciudad $75 000 dólares para los próximos diez años para mantener los derechos del nombre del complejo. 1st Mariner Bank Arena está situado a una cuadra del Centro Convencional de Baltimore, en la esquina de Baltimore Street y Hopkins Place; también está a sólo una corta distancia del Inner Harbor (Puerto Inner). Tiene capacidad para aproximadamente 14 000 personas, aunque este número varía dependiendo del tipo de evento.
El estadio se inauguró oficialmente en 1962 como el Centro Cívico de Baltimore. Fue construido en el lugar del "Viejo Palacio del Congreso", donde el Congreso Continental se reunió en 1776. Como una importante piedra angular para la remodelación del Inner Harbor durante la década de 1980, se volvió a abrir después de las renovaciones y fue rebautizado como Baltimore Arena en 1986. Es propiedad de la ciudad y es administrado por SMG, una empresa de gestión privada. Anualmente, el 1st Mariner Arena es sede del Banco de 800 000 personas. En febrero de 2023, luego de una severa renovación, la arena reabrió con el nombre de CFG Bank Arena.
Uno de los pilares de la arena se colocó en 1961, con una bóveda que incluía mensajes a partir del entonces El presidente de los Estados Unidos John F. Kennedy, el entonces gobernador de Maryland, J. Tawes Millard, y el entonces alcalde de Baltimore, J. Harold Grady. La bóveda fue abierta en 2006.